# Burschenschaft Marchia Bonn
Die Burschenschaft Marchia Bonn ist eine schlagende und farbentragende Studentenverbindung in Bonn.

## Geschichte

### Von der Gründung bis 1945
Die Marchia wurde 1854 von Münsterschen Gymnasialabiturienten als Akademischer Verein Münsterania mit den Farben Blau-Gold-Blau in Bonn gegründet, die ab 1855 öffentlich getragen wurden. Am 29. Mai 1857 wurde sie unter Änderung der Farben in Akademischer Verein Marchia umbenannt. Friedrich Nietzsche hatte die Marchia und einige ihrer Mitglieder näher kennengelernt, wurde dann aber 1864 Mitglied der Bonner Burschenschaft Frankonia.
Nachdem sich in den ersten Jahren nach ihrer Gründung die Corps des Bonner Bonner Senioren-Convents um die Marchia vergeblich bemüht hatten und sich die Marchia eher progressistisch entwickelt hatte, erklärte sie sich 1865 zur Burschenschaft. Sie wurde 1865 Mitglied im Eisenacher Burschenbund und gründete mit den Bonner Burschenschaften Frankonia und Helvetia den Bonner Deputierten-Convent, der bis 1869 bestand.

Die Marchia als Mitglied der Deutschen Burschenschaft (1915)

Am Deutsch-Französischen Krieg 1870/71 nahmen 72 Mitglieder der Marchia teil, von denen 6 fielen. Aufgrund des Krieges wurde die Marchia im Wintersemester 1870/71 suspendiert und konnte erst am 20. April 1885 wieder aufmachen. Im selben Jahr trat sie dem Allgemeinen Deputierten-Convent bei, der sich 1902 in Deutsche Burschenschaft (DB) umbenannte. Vom Sommersemester 1894 bis zum Sommersemester 1897 war die Marchia wiederum suspendiert. 1902 hatte sie den Vorsitz der DB inne und weihte am 30. Oktober ihr erstes eigenes Korporationshaus in der Lennéstraße 9 ein. Im Ersten Weltkrieg fielen 21 Mitglieder. Im Wintersemester 1928/29 bezog die Marchia ihr heutiges Haus in der Poppelsdorfer Allee.

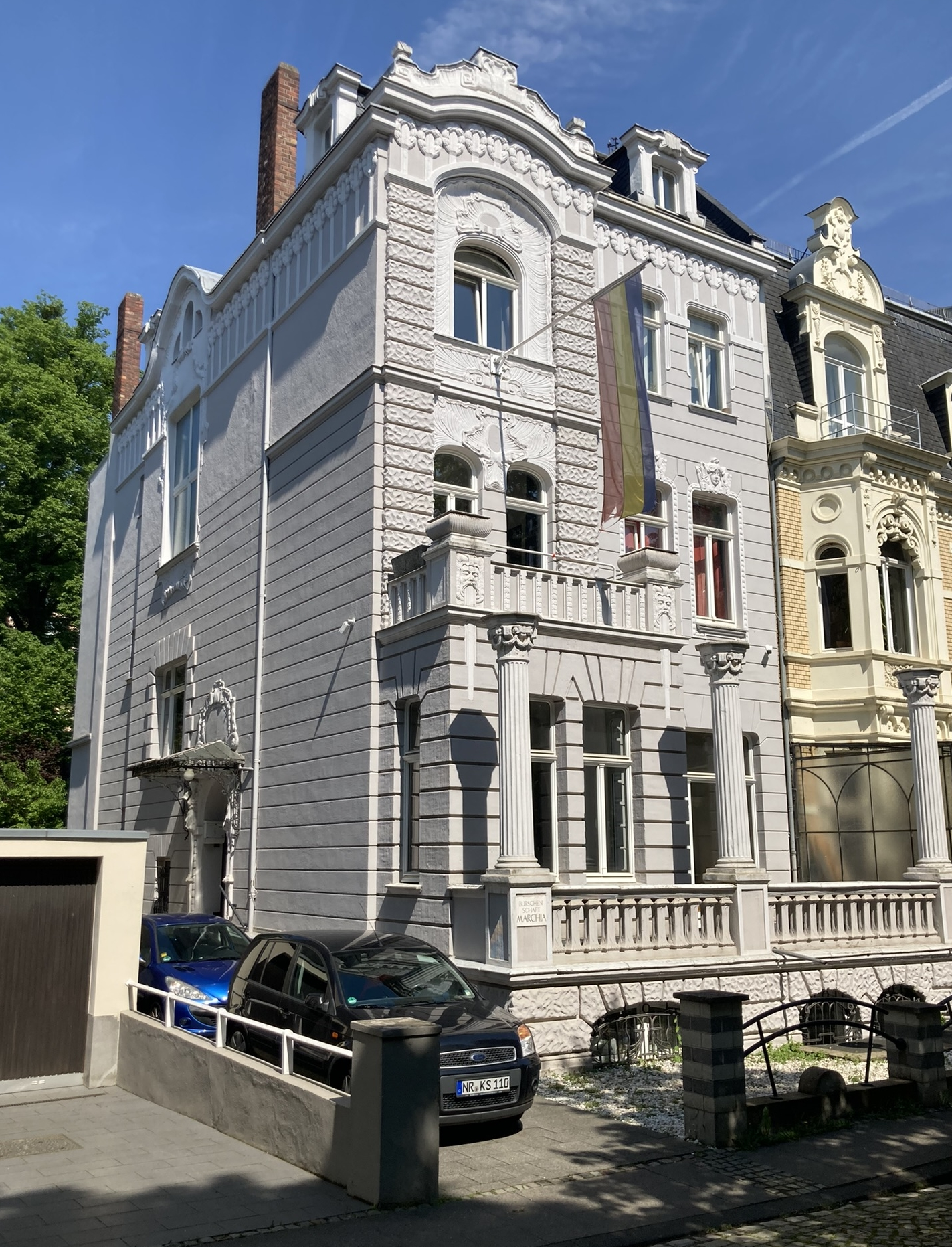
Haus der Marchia in der Poppelsdorfer Allee

Im Wintersemester 1930/31 bestand die Marchia aus 102 Alten Herren und 86 Mitgliedern der Aktivitas. 1935 wurde die Aktivitas in den Nationalsozialistischen Deutschen Studentenbund (Abk. NSDStB, auch NSD-Studentenbund) überführt und die Marchia aufgelöst bzw. in der Kameradschaft Theodor Körner bis 1945 weitergeführt.

### Die Zeit nach 1945
1949 wurde die Marchia wiedergegründet, gemeinsam mit der aus Schlesien vertriebenen Breslauer Burschenschaft, unter dem Namen Münsterania. Der gemeinsame Bund war 1950 an der Wiedergründung der Deutschen Burschenschaft beteiligt. Im Wintersemester 1950/51 spaltete sich die Münsterania in die Alte Breslauer Burschenschaft zu Bonn und die Burschenschaft Marchia. 1955 erfolgte eine Fusion mit der in Düsseldorf gegründeten und später nach Köln verlegten Burschenschaft Marchia Köln.
1974 traten 13 Aktive aus der Marchia aus, da diese auf ihrem Recht auf Wehrdienstverweigerung bestanden, was zu dieser Zeit innerhalb der Deutschen Burschenschaft nicht zulässig war.
Seit 1993 veranstaltet die Marchia einen Maibock-Anstich auf der Poppelsdorfer Allee. Ihr 150. Stiftungsfest feierte die Marchia 2004 in der Bad Godesberger Stadthalle.
2007 wurde ein Mitglied aus der Marchia ausgeschlossen, nachdem dieses im Garten der Verbindung ein Holzkreuz angezündet und rechtsextreme Äußerungen getätigt hatte.
Die Marchia trat im Dezember 2011 aus Protest gegen rechtsextreme Tendenzen innerhalb der Deutschen Burschenschaft aus dieser aus und war an der Reform der Burschenschaften beteiligt, gehört seitdem aber keinem Korporationsverband mehr an.
2014 wurde die Mitgliedschaft in der Burschenschaft Marchia in den Medien thematisiert, da die Mitgliedschaft von Gordian Meyer-Plath als Präsident des Landesamtes für Verfassungsschutz Sachsen einigen Politikern, insbesondere der Linken und Grünen im Sächsischen Landtag, missfiel.

## Couleur und Wahlspruch
Das Band der Marchia hat die Farben Dunkelblau-Gold-Rot mit goldener Perkussion, Füchse tragen ein blau-gold-blaues. Als Kopfbedeckung wird eine blaue Tellermütze getragen. Ihr Wahlspruch lautete anfangs Inerst stante unione virebo!, seit 1857 Fest, treu, wahr! sowie ab 1865 gleichzeitig Freiheit, Ehre, Vaterland!

## Bekannte Mitglieder
- Hugo Andresen (1844–1918), Professor für Romanistik
- Joseph von Ayx (1838–1909), Landrat und Landtagsabgeordneter
- Erich Bechtolf (1891–1969), Jurist, Vorstandsmitglied und Aufsichtsratsvorsitzender der Deutschen Bank
- Manfred Bonatz (1932–2018), Geodät und Professor für theoretische Geodäsie an der Universität Bonn
- Ludwig Brefeld (1837–1907), preußischer Beamter und von 1896 bis 1901 Handelsminister
- Kaspar Brüninghaus (1907–1971), Schauspieler und Hörspielsprecher
- Ludwig Deppe (1873–1945), Regierungsmedizinalrat, Schutztruppen-Arzt in Deutsch-Ostafrika
- Joseph Fluthgraf (1850–1926), Jurist, Bürgermeister von Grünberg in Schlesien und von Wesel am Niederrhein
- Gustav Frölich (1879–1940), Züchtungsforscher
- Johannes Gehrts (1855–1921), Maler, Buchillustrator und Kostümbildner
- Otto Keller (1838–1927), Altphilologe
- Ernst Kromayer (1862–1933), Dermatologe und Professor an der Halleschen Universität
- Klaus Petri (1933–2011), Jurist und Politiker, siehe: Petri-Affäre
- Theodor Pichier (1889–1974), Verwaltungsjurist, Oberbürgermeister von Erfurt, Landrat des Oberbergischen Kreises (NSDAP)
- Gordian Meyer-Plath (* 1968), Präsident des Landesamtes für Verfassungsschutz Sachsen
- Gottfried Ruegenberg (1845–1909), Mediziner und Abgeordneter der Zentrumspartei im Preußischen Abgeordnetenhaus und im Reichstag
- Hans Wehberg (1885–1962), Völkerrechtslehrer und Pazifist, Herausgeber der Zeitschrift Die Friedens-Warte
- Paul Wentzcke (1879–1960), Marchia Köln, Historiker und Honorarprofessor an der Johann Wolfgang Goethe-Universität Frankfurt am Main, Direktor des Stadtarchivs und des Historischen Museums in Düsseldorf
- Georg Wilsdorf (1871–1949), Diplomlandwirt, Tierzuchtdirektor und Fachbuchautor
- Helmut Wilsdorf (1912–1996), Pädagoge und Montanethnograph
- Otto Zangemeister (1836–1902), Landwirt, Mitglied des Deutschen Reichstags (DFP)

Mitgliederverzeichnis:
- Willy Nolte (Hrsg.): Burschenschafter-Stammrolle. Verzeichnis der Mitglieder der Deutschen Burschenschaft nach dem Stande vom Sommer-Semester 1934. Berlin 1934. S. 1013.